# KAB-250L
KAB-250L – rosyjska bomba kierowana laserowo, wagomiaru 250 kg. W 2003 roku była wystawiana na moskiewskich targach MAKS pod eksportowym oznaczeniem LGB-250. 21 września 2005 roku na wystawie urządzonej z okazji 85 rocznicy założenia ośrodka doświadczalnego Ministerstwa Obrony Federacji Rosyjskiej (929 Gosudarstwiennyj Liotno-Ispytatielnyj Centr im. W.P.Czkałowa) w Achtubinsku pokazano prototyp bomby KAB-250L o numerze 005 pomalowany w żółto-czerwony szachownicowy sposób, jak dla próbowanego uzbrojenia.